# Csóka György
Csóka György (Baja, 1961. április 8. –) magyar erdőmérnök, entomológus, egyetemi tanár. A mezőgazdasági tudományok kandidátusa (1991).

## Életpályája
1967–1975 között Ásotthalmon járta ki az általános iskolát. 1975–1979 között Szegeden, a Kiss Ferenc Erdészeti Szakközépiskola diákja volt. 1980–1985 között az Erdészeti és Faipari Egyetem Erdőmérnöki Karán tanult Sopronban. 
1985–1988 között a Magyar Tudományos Akadémia aspiránsa volt. 1988-tól az Erdészeti Tudományos Intézet munkatársa; 1988–1989 között tudományos segédmunkatársa, 1989–1991 között tudományos munkatársa, 1991-től tudományos főmunkatársa, 2008-tól tudományos tanácsadója. 1989-ben az Erdészeti és Faipari Egyetem Erdőmérnöki Kar műszaki doktora lett. 1993–1994 között az Erdészeti Tudományos Intézet gödöllői állomásigazgatója volt. 1993–1995 között Budapesten elvégezte az Eötvös Loránd Tudományegyetem Természettudományi Kar Zoológus Szakát. 1994-től az Erdészeti Tudományos Intézet mátrafüredi kirendeltség-vezetője. 1994-től a Magyar Tudományos Akadémia Erdészeti Bizottságának tagja; 2001–2004 között valamint 2007–2010 között közgyűlési képviselője volt. 
1998-ban a Soproni Egyetemen habilitált. 1998-ban a Soproni Egyetemen egyetemi magántanári képesítést szerzett. 2004–2005 között az Erdővédelmi Osztály megbízott osztályvezetője volt, 2005-től tudományos osztályvezetője. 2013-ban címzetes egyetemei tanár lett a Nyugat-Magyarországi Egyetem Erdőmérnöki Karán.
Kutatási területe a tölgyek és növényevő rovarok közötti kölcsönhatás, a fenyőkön élő nagylepkék, a tölgyeken élő gubacsdarasak, erdei rovarok populációdinamikája.

## Családja
Szülei: Csóka István és Fodor Irén. Felesége, dr. Hirka Anikó. Két gyermekük született: Ágnes (1990) és Bence (1996).

## Művei
- Levélaknák és levélaknázók (2003)

## Díjai
- Magyar Tudományos Akadémia Bolyai János Kutatói Ösztöndíj (1998-2000)
- Széchenyi professzor ösztöndíj (2000-2003)
- Wilhelm Leopold Pfeil Díj (2006)
- Bedő Albert Emlékérem (2008)
- Balás Géza Emlékérem (2011)
- Pro Silva Hungariae Díj (2016)